# Виктор Драгунски
Виктор Юзефович Драгунски (на руски: Ви́ктор Ю́зефович Драгу́нский), род. 1 декември 1913 г. в Ню Йорк, 6 май 1972 г. е руски и съветски писател, автор на разкази и стихове, чиято най-популярна поредица e „Приключенията на Денис“, който  се превръща в класика на съветската детска литература.

## Биография
Син е на Юсеф Перцовски (1895 – 1918) – търговец на тютюн от Гомел и Рита Драгунская (1895 – 1967), дъщеря на търговец от столицата на Биховски район Старобихов, Виктор Драгунски е роден в Ню Йорк, където родителите му пристигат малко преди раждането му. След като не се вкорени в Америка, през юли 1914 г. семейството се завръща в Гомел. През 1918 г. баща му умира от тиф. Майка му се омъжва повторно първо за Иполит Войцехович, политически комисар (починал през 1920 г.), след това през 1922 г. за Менахем-Мендл Рубин (1894 – 1962) – актьор от еврейския водевилен театър, с когото семейството гастролира в цялата страна. През 1925 г. те се преместват в Москва, където Рубин организира собствена трупа. По-късно Рубин напуска семейството си и отива в Америка, където става директор на еврейския театър.
Виктор започва работа рано. През 1930 г. започва да посещава литературните и театрални работилници на Алексей Дики и участва като актьор в Транспортния театър през 1935 г. В същото време той се занимава с литературна работа, пише сериали и скечове (комедийни пародии), измисля интерлюдии, скечове, комикси монолози. Сближава се с циркови артисти и дори известно време работи в цирк. Появява се няколко пъти на екран („Руският въпрос“, реж. Михаил Ром) и е приет в Народния театър като филмов актьор. От 1948 до 1958 г. Драгунски ръководи литературно-театралната пародийна трупа Petit Oiseau Bleu. Забавните пародийни изпълнения са толкова успешни, че Драгунски е поканен да създаде подобна група със същото име в „Мосестрада“.
От 1940 г. публикува сериали и хумористични разкази, по-късно събрани в сборника Caractère d'acier (1960), пише песни, интерлюдии, театрални и циркови сцени.
По време на Великата отечествена война се присъединява към опълчението. През 1943 г. неговият полубрат Леонид Драгунски-Рубин умира от наранявания в болница близо до село Печки, Калужка област.
От 1959 г. Драгунски пише „Приключенията на Денис“, която разказва историите на момчето Денис Кораблев и неговия приятел Мичка Слонов.
Виктор Драгунски не пише само за деца. Разказът „Той падна в тревата“, публикуван през 1961 г., разказва за първите дни на войната. Неговият герой, млад художник, като самия автор на книгата, въпреки факта, че не е призован в армията поради увреждане, се присъединява към милицията. Повестта „Този ден и всеки ден“ (1964) е посветена на циркови артисти, чийто главен герой е клоун.
Виктор Драгунски умира в Москва на 6 май 1972 г., погребан е на гробището във Ваганково.